# Láďa Velebil
Láďa Velebil je mytická postava z několika knih Jaroslava Foglara, přičemž však chlapec tohoto jména byl několik let členem Foglarovy Dvojky . Kolem této postavy vytvořil Jaroslav Foglar legendu o nejlepším, nejušlechtilejším a nejvzornějším chlapci.

## Skutečný Láďa Velebil
Skutečný Ladislav Velebil (14. listopadu 1915 , Praha – 11. října 1987 Praha ) byl členem Foglarova skautského oddílu Dvojka v letech 1929 až 1931. Ve Dvojce byl rádcem družiny Tygrů. Zúčastnil se také táborů ve Sluneční zátoce v létě 1929, 1930 a 1931.
Jaroslav Foglar píše v kronice Dvojky, že skutečného Velebila získal do oddílu dne 9. května 1929. Ten den se vydal do starých Vršovic s lukem a šípy, aby získal zájem nových chlapců o činnost skautského oddílu.  Velebil se v krátké době v oddíle vypracoval na jednoho z nejschopnějších. Následně přivedl do oddílu ještě další chlapce a s jedním z nich, s přezdívkou Skukům (Zbyněk Sedláček), vytvořili krásné, vznešené přátelství.
Velebil se stal časem legendou a vzorem nejen mnoha Dvojkařských generací a očekávanou normou chování.  Byl symbolem nové doby oddílu a zapsal se do jeho historie svým dobrým a ušlechtilým chováním a nadšením pro činnost oddílu, které Foglara (Jestřába) tehdy povzbudilo v další práci právě v období, kdy byla Dvojka v krizi.  Vytváření legend a vzorů hodných následování se ukázalo jako Foglarova účinná výchovná metoda.
Láďa Velebil a Skukům (FOGLAR, Jaroslav: Tábor na Bobří řece, 1929) – "Se žádnou stanovou dvojicí nebyl jsem na táboře tak spokojen, jako s Láďou a Skukůmem. Drželi spolu hned od začátku! Stavěli spolu svůj stan, v němž měli stráviti 20 dnů svého společného žití a zařizovali se v něm "rukou společnou a nerozdílnou." Pomáhali si jeden druhému a nikdy si nevyčítali, jestli udělal jeden z nich víc práce, než druhý. Jako všichni lidé na světě, i oni dva jistě nejsou bez chyby, ale každý z nich dovedl kolem těchto vad  svého druha tak šetrně obcházeti, že nikdy nevznikla mezi nimi hádka. I když neměli stejného názoru o něčem, uměli to tak zaříditi, že se shodli tiše a bez zbytečné mrzutosti. Rozuměli si dokonale a měli se upřímně rádi. Mluvili spolu vždy jen s úsměvem a nikdy neřekl jeden o druhém něco špatného. Radost jednoho byla i radostí druhého. Bylo to vznešené přátelství dvou dobrých chlapců – skautů, takové jaké má býti mezi všemi hochy – a každý se mu musil obdivovati."

## Citáty
Láďa u nás už není, květ jeho chlapectví dávno rozkvetl a odkvetl, mnoho let přešlo od těch dob, ale vzpomínky na Láďu Velebila u nás nezemřely. Světlá památka na tohoto vzorného, duševně krásného chlapce žije mezi námi podnes, dědí se z jedné generace Dvojky na druhou. 
Jaroslav Foglar-Jestřáb
...Viděl jsem Láďu Velebila, tu zpola mytickou postavu oddílu, symbol mladistvého rytířského přátelství, legendu oddílu! Nepamatuješ se? Bylo to takhle: Jednou při sobotním klubovním odpoledni ve věži – mohlo to být nejspíše v roce 1947, nebo na sklonku 1946 – jsem šel po zvonění otevřít, stál tam nějaký pán, dnes už bych ho nedokázal vypodobnit, a pouze se ptal, jestli jsi v klubovně.  Zavolal jsem Tě, Tys ho však nepřivedl dovnitř, zůstali jste delší dobu venku a Ty ses pak vrátil sám. Teprve později jsi řekl: „Víte, kdo to byl? Láďa Velebil!“ Měl jsem tehdy pocit, jako bych dostal posvěcení! 
Vratislav Slezák-Vráťa

## Láďa Velebil v knihách
Postava Ládi Velebila se ze skutečné Dvojky prolíná do Foglarových románů Pod junáckou vlajkou a Devadesátka pokračuje, kde se objevuje ve vzpomínkách, když o ní vypráví oddílový vedoucí Devadesátky Tapin. O Velebilovi a jeho kamarádovi Skukůmovi je také zmínka ve dvou povídkách v knize Tábor smůly. Skutečný Láďa Velebil je jmenován v příručce Náš oddíl a v knihách, které zahrnují výňatky z kronik Dvojky (Výprava na Yucatan, Kronika Hochů od Bobří řeky, Z Bobří hráze a Tábor ve Sluneční zátoce).
Tapin v románu Pod junáckou vlajkou říká, že Láďa Velebil nakonec po několika letech po jednom táboře na Vydří říčce z oddílu odešel a odstěhoval se s rodiči daleko z Čech. Zůstal však pro všechny symbolem a měřítkem správného a čestného chlapce-skauta a vzpomínky na něj se staly součástí historie oddílu.  Na závěr knihy Tapin říká, že Mirek Trojan, polepšený chlapec a nyní vzorný člen Devadesátky, se stává novým Láďou Velebilem a ten slibuje, že jejich oddíl již nikdy neopustí.
V románu Devadesátka pokračuje se vydá Tapin s oddílem na rozhraní Vršovic a Vinohrad ukázat chlapcům, kde hrál Láďa Velebil fotbal a kde se konaly první schůzky oddílu za jeho účasti a dalších nováčků, které pomohl získat a tak Devadesátka, které původně hrozilo rozpadnutí, opět začala vzkvétat. Láďa Velebil se tak stal legendou Devadesátky.

## Zajímavosti
- Někteří z členů Dvojky se domnívají, že Láďa Velebil byl předobrazem Mirka Dušína z Rychlých šípů.[13]
- V Památníku národního písemnictví se nachází dopis Jaroslava Foglara z roku 1946 bývalému členu Dvojky Karlu Šípkovi (skautská přezdívka Šipeke), pozdějšímu skautskému vedoucímu a Velebilovu generačnímu druhovi, ve kterém jej žádá, aby legendu o Láďovi Velebilovi nadále udržoval ve smyslu toho, jak ji on vytvořil, když v knihách Velebila  zidealizoval.[14]
- Jaroslav Foglar pořádal pro zájemce ze svého oddílu Dvojka každoroční městskou výpravu „Po stopách vzorného chlapce Ládi Velebila“.[15][16] Velebil bydlíval v domě č. 808/30 ve Vršovické ulici v Praze 10.[17]